# San Juan Bautista (Santo Domingo el Antiguo)
San Juan Bautista es una obra del Greco que forma parte del retablo mayor de la iglesia del Monasterio de Santo Domingo el Antiguo (Toledo), porqué no fue vendido y siempre ha permanecido in situ. Conforma el número 5 en el catálogo razonado realizado por el profesor e historiador del arte Harold Wethey, especializado en este artista.

## Introducción
La presencia y la situación de Juan el Bautista en este retablo está justificada porqué fue el precursor de Jesús, y porqué en este lienzo, con su mano derecha, apunta hacia la custodia sobre el altar, manifestando que allí, de alguna forma, sigue estando Cristo. [2]

## Análisis de la obra
- Pintura al óleo sobre lienzo ; 212 × 78 cm.; Monasterio de Santo Domingo el Antiguo (Toledo).

La vestimenta de color gris-castaño y toda la pintura en general están oscurecidos. El Dibujo de San Juan Bautista podría ser un estudio preliminar para este lienzo. Juan el Bautista es representado semidesnudo, cubierto solamente por una piel de camello, y llevando en su mano izquierda una vara con una cruz. Es una figura huesuda, increíblemente alargada, el prototipo de asceta, una persona que ve en la mortificación de su cuerpo el camino hacia la salvación. Su naturalismo y su canon corporal anuncian las últimas etapas del Greco y, comparándolo con las otras figuras de este retablo, muestran la versatilidad del artista cretense, incluso en este período. En este sentido, Cossío señala que esta figura precede a los futuros tipos de misticismo realista que realizó El Greco, con una expresión serena y a la vez penetrante, inspirados en el mundo que le rodeaba, y sin el menor atisbo de clasicismo italiano.

### Situación dentro del conjunto
- Retablo mayor, primer cuerpo, calle lateral izquierda.